# Antōnīs Antōniou (1981)
Antōnīs Antōniou (in greco: Αντώνης Αντωνίου; 19 gennaio 1981) è un ex calciatore cipriota, di ruolo difensore.

## Carriera
Ha giocato due partite per la nazionale cipriota nel 2004.